# Вільгельм Міклас
Вільгельм Міклас (нім. Wilhelm Miklas; 15 жовтня 1872, Кремс-на-Дунаї, Нижня Австрія, Австро-Угорщина — 20 березня 1956, Відень, Австрія) — австрійський політик, Президент Австрії з 1928 до аншлюсу Австрії Німеччиною 1938 року.

## Життєпис
Народився у сім'ї поштового чиновника у Кремсі-на-Дунаї, вивчав історію та географію у Віденському університеті.
10 грудня 1928 обраний президентом Австрії.
Намагався провести амністію ув'язнених нацистів, але це було відкинуто національною поліцією на чолі з Артуром Зейсс-Інквартом, через якого Гітлер провадив воєнні операції за кордоном. Був змушений поступитись їхнім вимогам і призначив Зейсс-Інкварта міністром внутрішніх справ Австрії.
Був вкрай непопулярним серед австрійських нацистів, оскільки він відкинув скасування смертного вироку стосовно убивць канцлера Енгельберта Дольфуса після невдалого заколоту 1934.
Німецькі забаганки зростали, й 11 березня Герман Герінг висунув вимогу щодо призначення Зейсс-Інкварта федеральним канцлером Австрії, інакше німецькі війська перейдуть кордон Австрії наступного ж дня.
Міклас не дав згоди на цю пропозицію. Після того, як Гітлер отримав підтвердження від Муссоліні про те, що він не буде втручатись, було оголошено, що німецькі війська вторгнуться до Австрії наступного дня. Опівночі Міклас капітулював й проголосив Зейсс-Інкварта новим канцлером, але було вже запізно. Коли німецькі війська перетнули кордон, їх зустрічали як героїв.
Після цього Вільгельма Мікласа було взято під домашній арешт та усунуто від політичного життя країни.
Помер 20 березня 1956 у Відні.